# Качемак (Аљаска)
Качемак (енгл. Kachemak) град је у америчкој савезној држави Аљаска.

## Демографија
По попису из 2010. године број становника је 472, што је 41 (9,5%) становника више него 2000. године.
| Група             | 2000.       | 2010.       |
| Белци             | 373 (86,5%) | 428 (90,7%) |
| Афроамериканци    | 0 (0,0%)    | 0 (0,0%)    |
| Азијати           | 4 (0,9%)    | 6 (1,3%)    |
| Хиспаноамериканци | 7 (1,6%)    | 10 (2,1%)   |
| Укупно            | 431         | 472         |